# O Valadouro
Valadouro är en kommun i Spanien. Den ligger i provinsen Lugo i den autonoma regionen Galicien i nordvästra delen av landet, 500 km nordväst om huvudstaden Madrid. Antalet invånare är 1 906 (2024).